# Élio Tuberão
Élio Tuberão (em latim: Aelius Tubero) foi uma família romana da gente Élia.
Segundo William Smith, seus membros foram:
Públio Élio Tuberão, um plebeu, pretor em 201 e 177 a.C.
Quinto Élio Tuberão, tribuno da plebe em 194 a.C.
Quinto Élio Tuberão, genro de Lúcio Emílio Paulo, serviu sob seu sogro e foi a quem foi entregue a custódia de Perseu, rei da Macedônia.
Quinto Élio Tuberão Estoico, filho do anterior, conhecido como jurista.
Lúcio Élio Tuberão, amigo de Cícero, cuja prima (irmã, segundo a fonte antiga) casou-se com Lúcio.
Quinto Élio Tuberão, filho do anterior, famoso como jurista e historiador, possivelmente idêntico ao cônsul de 11 a.C.
Segundo Thomas Reinesius, seus membros foram:
Públio Élio Peto Tuberão, filho de Públio Élio Peto e irmão mais novo de Quinto Élio Peto
Públio Élio Tuberão, filho do anterior, edil da plebe em 559 AUC, pretor em 552 AUC (201 a.C.)
Quinto Élio Tuberão, irmão do anterior, tribuno da plebe 559 AUC (194 a.C.)
Quinto Élio Tuberão, filho do anterior, genro de Lúcio Emílio Paulo
Quinto Élio Tuberão Estoico, filho do anterior
Públio Élio Tuberão, irmão do anterior, citado por Cícero em de Oratore
Quinto Élio Tuberão, filho de Quinto Élio Tuberão Estoico, cônsul em 11 a.C., avô de Élia Pecina, que foi uma das esposas do imperador Cláudio.